# Leucosolenia densa
Leucosolenia densa är en svampdjursart som först beskrevs av Ernst Haeckel 1870.  Leucosolenia densa ingår i släktet Leucosolenia och familjen Leucosoleniidae. Inga underarter finns listade i Catalogue of Life.